# The Woodworm Years
The Woodworm Years è un album dei Fairport Convention pubblicato nel 1991.

## Tracce
1. Level Pegging – 3:05
2. The Hiring Fair – 5:51
3. Wat Tyler – 5:33
4. Portmeirion – 5:19
5. Honour And Praise – 5:21
6. The Deserter – 6:10
7. From A Distance – 5:01
8. Rosemary's Sister – 5:36
9. Red And Gold – 6:43
10. Summer Before The War – 4:31
11. Con Casey's Jig - Tripping Up The Stairs – 4:04
12. Claudy Banks – 5:54
13. Three Jigs For Jamie – 3:29
14. Ginnie – 4:11
15. Orange Blossom Special (live) – 2:31
16. Rubber Band – 3:04